# Dries Van Gestel
Dries Van Gestel (født 30. september 1994 i Turnhout) er en cykelrytter fra Belgien, der er på kontrakt hos Soudal Quick-Step.